# Michaël D'Almeida
Michaël D'Almeida (n. 3 septembrie 1987, Évry, Île-de-France, Franța) este un ciclist francez, medaliat olimpic. A participat la 2 ediții ale Jocurilor Olimpice (2012, 2016) în care a câștigat o medalie de bronz.